# Decimus Junius Silanus (consul en 53)
Pour les articles homonymes, voir Junius Silanus.
Decimus Junius Silanus Torquatus (né en 16 - mort en 64, forcé de se suicider), consul en 53. Il était membre de la gens Iunii, une famille noble de la Rome antique. Par sa mère Aemilia Lepida, il était un descendant de l'empereur Auguste, de Marcus Vipsanius Agrippa et du triumvir Lépide. Son père était Appius Junius Silanus, un membre de la famille Iunii Silani.
Ambitieux, très borné, prodigue et vain, il faisait un étalage excessif de sa richesse et de l'illustration de sa famille, donnait à sa domesticité les titres réservés aux serviteurs de l'empereur au palais, et s'entourait d'un luxe fastueux. Décimus fut contraint à mourir parce qu'il se vantait d'avoir le dieu Auguste comme trisaïeul. Il s'ouvrit les veines pour prévenir la condamnation de l'empereur Néron.